# Гражданские войны Суллы
Гражданские войны Суллы — вооружённая борьба Луция Корнелия Суллы за личную власть в Римской республике. Часть общей военно-политической борьбы в республике между консерваторами, чьи интересы представлял Сулла, и реформаторами, которых поначалу возглавил Гай Марий, происходившей на фоне её затягивающегося кризиса I века до н. э., известного также как Период гражданских войн Поздней Римской республики. Непосредственно Сулла командовал только в двух гражданских войнах (88—87 и 83—82 до н. э.), но столкновений между марианцами и сулланцами было гораздо больше (88—72 до н. э.).

## Первая гражданская война марианцев и сулланцев
В 88 году до н. э. Сулла был избран консулом и получил поручение вести войну против Митридата. Он уже успел отправиться в Кампанию к войску, когда в Риме народная партия под предводительством народного трибуна Сульпиция Руфа передала начальство в митридатовской войне Марию. Сулла вернулся во главе войска в Рим, взял город, заставил объявить главнейших из своих противников врагами отечества и оставался еще некоторое время в Риме, чтобы обезопасить спокойствие на время своего отсутствия и дождаться консульских выборов на следующий год.

## Вторая гражданская война марианцев и сулланцев
После этого он посвятил себя ведению порученной ему войны, не заботясь о дальнейших событиях в Риме, где его противники снова захватили власть и было собрано большое войско для борьбы с Суллой. Лишь только война с Митридатом была счастливо закончена, Сулла в 83 году до н. э. во главе 40-тысячного войска вернулся в Италию, победил одного из консулов, Норбана, у г. Тифата, а войско другого, Сципиона, склонил к переходу на его сторону. В том же году он разбил младшего Мария при Сакрипорте и состоявшее почти исключительно из самнитов войско — у стен Рима, и стал таким образом хозяином столицы. Чтобы укрепить свое положение, удовлетворить чувству мести и наградить своих сторонников, он предпринял так называемые проскрипции, разделил конфискованные земли между своими любимцами и ветеранами, освобождением десяти тысяч рабов создал себе род телохранителей и в ноябре 82 году до н. э. заставил сенат избрать его диктатором на неопределенный срок.

## Последствия
Захватив неограниченную власть в республике, Сулла предпринял политику террора по отношению к недавним противникам — проскрипции (82—79 до н. э.), ни о каком примирении речи не шло. Однако он выполнил обещание и сложил с себя бессрочные диктаторские полномочия (79 до н. э.), а вскоре умер (78 до н. э.), уверенный что созданный им режим позволит республике существовать и без него сколь угодно долго. Но это были лишь иллюзии, смерть Суллы породила почти десятилетнюю эпоху крайней нестабильности (70-е до н. э.), оппозиция не была подавлена полностью и борьба за реформы продолжилась. Нашлись новые вожди у обеих «партий», одни из которых поднимали мятежи (Серторианская война, Мятеж Лепида, Заговор Катилины), другие в итоге пришли к соглашению, временно приостановив гражданские войны.